# 東蓋恩斯 (紐約州)
東蓋恩斯（英語：East Gaines）是位於美國紐約州奧爾良縣的非建制地區。

## 歷史
東蓋恩斯的郵局於1846年設立，其後於1902年停運。

## 地理
東蓋恩斯所處的海拔為高於海平面130米（即427英呎），而該地所採用的時區為UTC-5，即北美东部时区（EST）。同時該地設有夏令時間，為UTC-5調快一小時，即UTC-4（EDT）。